# Merve Çoban
Pour les articles homonymes, voir Coban.
Merve Çoban est un karatéka turque née le 25 janvier 1993. Spécialiste du kumite, elle est championne d'Europe en 2014 par équipe et en 2019 en individuel dans la catégorie des moins de 61 kg avant d'obtenir la médaille de bronze aux Jeux européens de 2019 et aux Jeux olympiques d'été de 2020 chez les poids moyens.